# Токтамыс (Акмолинская область)
Токтамы́с (каз. Тоқтамыс, до 2007 г. — Ерго́лка) — аул в Буландынском районе Акмолинской области Казахстана. Административный центр Ергольского сельского округа. Код КАТО — 114037100.

## География
Аул расположен в северной части района, на берегу реки Жолболды, на расстоянии примерно 35 километров (по прямой) к юго-западу от административного центра района города Макинск.
Абсолютная высота — 348 метров над уровнем моря.
Климат холодно-умеренный, с хорошей влажностью. Среднегодовая температура воздуха отрицательная и составляет около -3,0°С. Среднемесячная температура воздуха в июле достигает +19,1°С. Среднемесячная температура января составляет около -15,3°С. Среднегодовое количество осадков составляет около 435 мм. Основная часть осадков выпадает в период с июня по август.
Ближайшие населённые пункты: село Новокиевка — на севере, село Вознесенка — на востоке, аул Шубарагаш — на западе, село Иванковка — на юге.
Через аул проходит проселочная дорога, с выходом на автодорогу областного значения — КС-8 «Жалтыр — Макинск».

## История
Постановлением Акимата Акмолинской области от 27 апреля 2007 года № а-5/145 и решением Акмолинского областного Маслихата от 27 апреля 2007 года № ЗС-26-13 «О переименовании некоторых населенных пунктов Акмолинской области по Буландынскому и Аршалынскому районам», зарегистрированное Департаментом юстиции Акмолинской области 25 мая 2007 года № 3223 — село Ерголка Ергольского сельского округа было переименовано село Токтамыс.

## Достопримечательности
Южнее в километре от аула на левом обрывистом берегу реки на  сопке находится захоронение султана Токтамыса.

## Население
В 1989 году население аула составляло 1514 человек (из них русские — 68%).
В 1999 году население аула составляло 1056 человек (528 мужчин и 528 женщин). По данным переписи 2009 года, в ауле проживало 840 человек (423 мужчины и 417 женщин).
| Численность населения | Численность населения | Численность населения |
| 1989                  | 1999                  | 2009                  |
| --------------------- | --------------------- | --------------------- |
| 1514                  | ↘1056                 | ↘840                  |

## Улицы[7]
- ул. им. Абая,
- ул. им. Ахмета Байтурсынова,
- ул. им. Ибрая Алтынсарина,
- ул. им. Канышева Сатпаева,
- ул. Клубная,
- ул. Садовая,
- ул. им. Сакена Сейфуллина,
- ул. Целинная.
- ул. им. Шокана Уалиханова.